# Calephelis clenchi
Calephelis clenchi är en fjärilsart som beskrevs av Mcalpine 1971. Calephelis clenchi ingår i släktet Calephelis och familjen Riodinidae. Inga underarter finns listade i Catalogue of Life.